# Les Gentlemen du déménagement
Les Gentlemen du déménagement est une entreprise de déménagement française créée en 1994.Il s'agit d'une enseigne regroupant plusieurs sociétés indépendantes adhérentes à son capital et constituant donc son réseau. 

## Organisation et positionnement dans le secteur

### Histoire et structure du groupe
Le groupe Les gentlemen du déménagement est une société par actions simplifiée (SAS) créée en 1994. Il est issu de la fusion des réseaux du groupe d'intérêt économique Interdem et du groupe de franchise Frandem,. Il s'agit donc d'une entreprise regroupant des déménageurs indépendants, modèle classique pour les grands acteurs du domaine.
La société regroupe des entreprises adhérentes qui possèdent les parts de capital de la structure globale en fonction de leur engagement et de leur ancienneté. En 2005, Claire Jafflin et Michel Auvolat note que près d'un quart des adhérents contrôlent au moins 2 sociétés adhérentes. Le morcellement de la structure tend donc à se réduire au profit d'une plus grande concentration du capital. Certains acteurs financiers se regroupent donc au sein de pôles internes pour influencer les actions de la structure globale.

### Positionnement et développement
Acteur important de son domaine d'activité,, le groupe se trouve en concurrence avec 5 autres réseaux sur le plan national : Demeco, Dem, les Déménageurs bretons, Demepool et France Armor. 
En 2000 des discussions avec son concurrent France Armor ont été initiées en vue d’un rapprochement, mais aucun accord n’a finalement été trouvé.
Le groupe est également actif au sein d'autres groupes d'intérêt économique. Ainsi, de nouveaux accords avec des partenaires internationaux sont établis en 2009 afin de permettre à l'entreprise d'améliorer son ouverture sur les marchés mondiaux.

### Chiffre d'affaires
Le chiffre d'affaires de l'ensemble des établissements du groupe est de 116 millions d'euros en 2011.

### Présidence
Historique de la Présidence depuis 2014 :
- mai 2014 à novembre 2015 : M. Xavier Berton[10]
- mai 2016 à mai 2017 : M. Emmanuel Jurdit[11]
- mai 2017 à novembre 2017 : M. Pascal André[12]
- novembre 2017 à mai 2018 : M. Jean-Luc Chantepy[13]
- Depuis mai 2018 : Mme Frédérique Dorso[14]

Établi d'après le Bulletin Officiel des Annonces Civiles et Commerciales.

## Organisation du réseau et offre commerciale

### Réseau d'entreprises actionnaires
La société Les Gentlemen du Déménagement est une entreprise collaborative détenue par l’ensemble de ses adhérents qui en sont tous actionnaires. 
Le réseau des Gentlemen du Déménagement se compose de la manière suivante : 
- 72 entreprises adhérentes qui couvrent 130 points de vente sur l'ensemble de la France.
- 6 agents associés, dont certaines implantations spécifiques dans les Dom-Tom.

Par ailleurs, ce réseau est membre de l'International Association of Movers, qui compte plus de 2000 entreprises de déménagement dans tous les pays du monde.

### Offre commerciale
Les Gentlemen du Déménagement proposent plusieurs formules de déménagement national et aussi international, pour les particuliers et les professionnels (déménagement de parcs informatiques ou de charges lourdes).